# Reino do Bósforo
O Reino do Bósforo (em latim Regnum bospori) foi um antigo estado da região do Bósforo Cimério (438 a.C.–376 d.C.), localizado a leste da península do Quersoneso, Kersonesos Taurikos, também conhecido como Táurica (a actual Crimeia), cuja capital era a cidade de Panticapeia. A maior parte do património legado pelo Reino do Bósforo encontra-se conservada no Museu Hermitage, em São Petersburgo, Rússia.
O reino foi fundado em 438 a.C., durante o Século de Péricles, por um líder local chamado Espártoco I, cujos descendentes reinaram até 108 a.C.

## Primeiros anos
Quersoneso Táurica era habitada por uma variedade de povos. A região interior, pelos citas e as montanhas na costa meridional, pelos tauros (tauri), que eram aparentados dos cimérios. Colonos gregos fundaram diversas colônias na costa da península, com destaque para a cidade de Quersoneso, perto da moderna Sebastopol.
De acordo com Diodoro Sículo (xii.31), a região foi governada de 480 até 438 a.C. por uma dinastia chamada Arqueanáctida (em latim: Archaeanactidae, (provavelmente uma família real), que foi substituída depois pelo tirano Espártoco (438-431 a.C.), aparentemente um trácio. Ele fundou uma nova dinastia que parece ter governado até por volta de 110 a.C. Os "Espartócidas" deixaram muitas inscrições que indicam que os primeiros membros da casa governaram como arcontes das cidades gregas e reis de diversas tribos nativos, principalmente os sindos e outros ramos dos meotas. Porém, esses textos, inscrições e moedas não são suficientes para montar uma lista completa de monarcas.
Sátiro (431-387 a.C.), sucessor de Espártoco, consolidou seu domínio sobre toda a região, anexando Ninfeu e cercando Teodósia ou Fedósia (Feodosiya), que era uma séria rival comercial por causa de seu porto cujas águas nunca congelavam e da proximidade das plantações da Crimeia oriental. A missão de conquistá-la foi deixada para seu filho, Lêucon (387-347 a.C.). Este, por sua vez, foi sucedido por dois filhos que reinaram juntos, Espártoco II e Perisades; o primeiro morreu em 342 e o segundo reinou sozinho até 310. Depois disso, iniciou-se uma guerra civil na qual Sátiro derrotou seu irmão mais novo Eumelo na Batalha do rio Tátis (310), mas acabou morto em seguida, deixando o trono para Eumelo.
O próximo rei foi Espártoco III (303-283 a.C.) e, em seguida, Perisades II. Os monarcas seguintes repetiram os nomes de família, mas é impossível definir uma ordem precisa. Sabe-se que o último deles, Perisades V, incapaz de conter o crescente poderio dos nativos, pediu, em 108 a.C., ajuda de Diofanto, um general de Mitrídates, o Grande, do Ponto, prometendo-lhe entregar seu reino. Perisades acabou morto por um cita chamado Saumaco, o líder da revolta nativa.
A casa de Espártoco era bem conhecida como uma linhagem de monarcas iluminados e sábios, apesar de os gregos não negarem que eram, no sentido estrito, tiranos e dinastas. Eles mantinham relações muito próximas com Atenas, o principal cliente para os cereais da Crimeia, cujo principal porto de comércio era Teodósia, onde os áticos tinham privilégios desde os tempos de Lêucon I. Em troca, os atenienses concederam-lhe a cidadania grega e emitiram decretos favorecendo o rei e seus filhos.
No [{-séc|II}}, a porção oriental de Quersoneso Táurica foi incorporada pelo Reino do Bósforo.

## Domínio romano
No século I a.C., depois de ser derrotado por Pompeu em 63 a.C., Mitrídates VI, rei do Ponto, fugiu com um pequeno exército da Cólquida (na moderna Geórgia) através da cordilheira do Cáucaso até a Crimeia, onde planejava alistar um novo exército para enfrentar a República Romana. Seu filho mais velho ainda vivo, Macares, vice-rei do Bósforo Cimério, estava pouco disposto a ajudá-lo e Mitrídates acabou mandando matá-lo para tomar-lhe o trono do Reino do Bósforo. Em seguida, ele ordenou o alistamento preparando-se para a guerra. Em 63 a.C., Fárnaces II, seu filho caçula, liderou uma revolta que recebeu também o apoio dos exilados romanos que formavam o coração do exército de Mitrídates. O rei recuou para a cidadela em Panticapeu e cometeu suicídio no mesmo ano. Pompeu em seguida ordenou que ele fosse enterrado nos túmulos cavados na rocha de seus ancestrais em Amasia, a antiga capital do Ponto.
Depois da morte de Mitrídates, Fárnaces II (63-47 a.C.) se submeteu a Pompeu e tentou recuperar o controle sobre seu reino em meio à guerra civil, mas foi derrotado por César em Zela e acabou morto por um de seus governadores.
Um pretendente, Asandro, casou-se com sua filha, Dínamis, e, a despeito dos pretendentes romanos, reinou, primeiro como arconte e depois como rei até 17 a.C. Depois de sua morte, Dínamis foi compelida a casar-se com um usurpador romano chamado Escribônio, mas os romanos liderados por Marco Agripa intervieram e colocaram Pólemon I do Ponto (16-8 a.C.) no trono. Ela morreu logo em seguida, em 14 a.C., e Pólemon reinou sozinho até 8 a.C.
Depois da morte dele, Tibério Júlio Aspurgo (8 a.C.-38), filho de Dínamis e Asandro, sucedeu-o e fundou uma dinastia que reinaria, com apenas algumas interrupções, até 341. Nascido Aspurgo, ele adotou os nomes "Tibério Augusto" por contar com o patrocínio dos dois primeiros imperadores romanos, Augusto e Tibério. Todos os reis seguintes adotaram estes dois nomes romanos seguidos de um terceiro, geralmente de origem pôntica ou trácia (como Cótis, Rescúporis e Retomalces), mas também alguns de origem local (como Saurómates, Eupátor, Inintimeu, Farsanzes, Singes, Terianes, Teotorses e Radamsades).
Como esta dinastia descendia de Mitrídates, o Grande, através de Aspurgo, os reis adotaram a contagem do tempo a partir da chamada "era pôntica" de Mitrídates, que começava em 297 a.C., para datar suas moedas. Os reis bósforos cunharam moedas durante todo o período do reinado, incluindo algumas de ouro que traziam as efígies dos imperadores romanos. Porém, a partir do século III essas moedas foram se desvalorizando cada vez mais. Os nomes e datas dos monarcas são bem conhecidos, mas relatos sobre os eventos de cada reinado são escassos.
Os reis do Bósforo se mantinham em constante estado de guerra com as tribos nativas e recebiam apoio dos seus suseranos romanos, que chegavam até a emprestar-lhes tropas e frotas. Em 63, por razões desconhecidas, o imperador Nero depôs Tibério Júlio Cótis I e transformou o Reino do Bósforo numa província romana entre 63 e 68. Neste ano, Galba entregou de volta o reino a Tibério Júlio Rescúporis I.
Durante os três primeiros séculos d.C., a Táurica abrigou colonos e legiões em Cárax, uma cidade fundada na época de Vespasiano com o objetivo de proteger os centros comerciais de Quersoneso e do Bósforo dos citas. A colônia abrigava um vexilação da I Legião Itálica  e, a partir do final do século II, um destacamento da XI Legião Cláudia . O acampamento legionário foi abandonado em meados do século III.

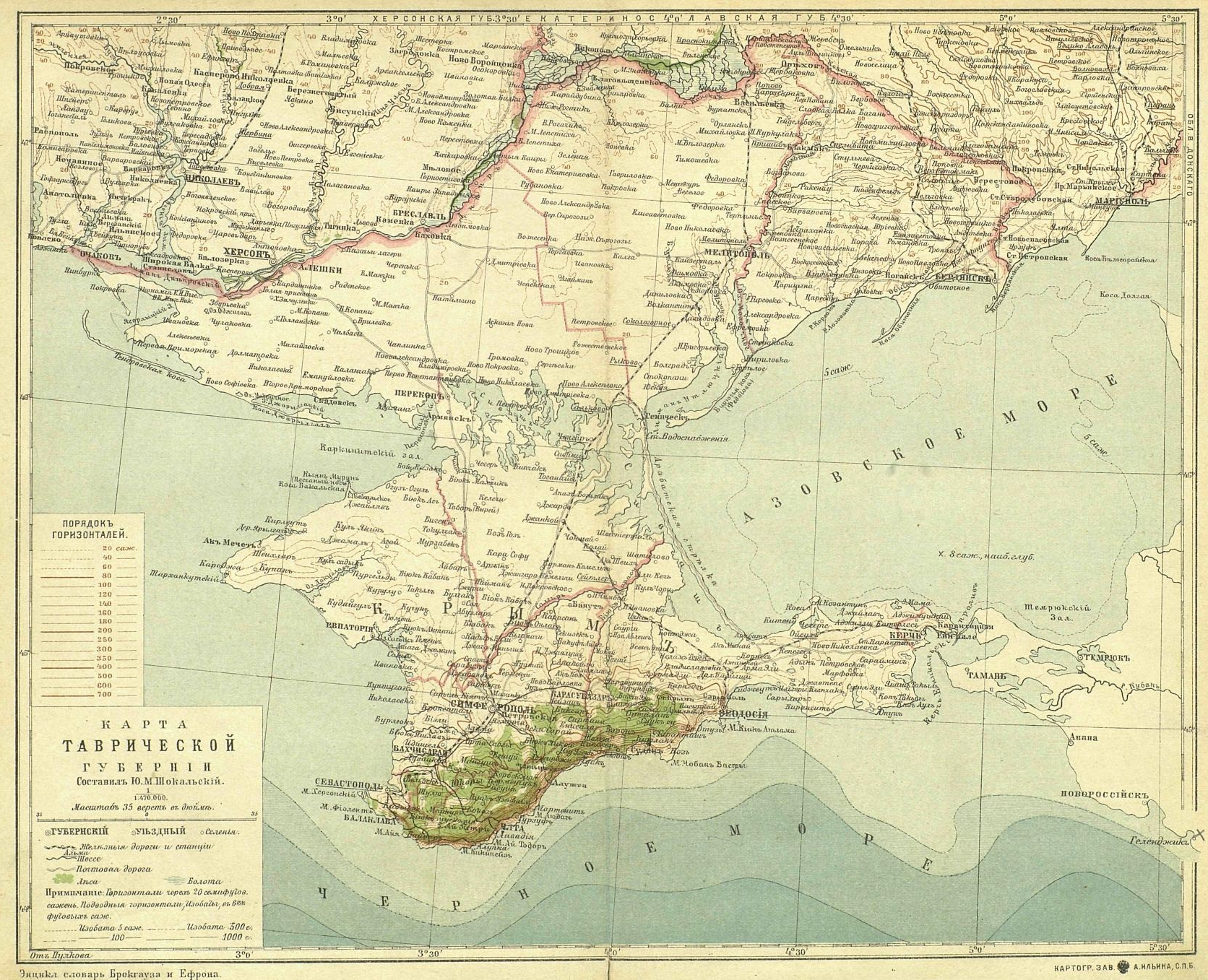
Governo de Táurida

A Táurica permaneceu como um estado vassalo dos romanos por quase cinco séculos e a costa sul esteve sob controle bizantino até o século XIII. Por vezes, reis rivais de outras raças ascendiam ao trono e provocavam algum tumulto. Numa destas ocasiões, em 255, os godos e os boranos conseguiram tomar controle das rotas navais pelo Bósforo Cimério e passaram a atacar a costa da Anatólia.
Com as moedas do último rei, Tibério Júlio Rescúporis VI, em 341, subsídios materiais para uma história coesa do Bósforo acabaram. O reino provavelmente sucumbiu aos hunos, que derrotaram os alanos em 375-376 e rapidamente avançaram para o oeste, formando um rastro de destruição por onde passavam.